# Aiwa
Aiwa (eye-WAH, cách điệu aiwa) là một thương hiệu điện tử tiêu dùng của Aiwa Co., Ltd., công ty con của Towada Audio Holdings. Công ty hiện tại được thành lập vào năm 2017 và chủ yếu sản xuất các sản phẩm âm thanh; thương hiệu này cũng được cấp phép hoặc thuộc sở hữu của các công ty khác nhau tại nhiều khu vực trên thế giới, sản xuất các loại thiết bị điện tử khác nhau.
Công ty Aiwa nguyên bản được thành lập năm 1951 và từng là một trong những nhà sản xuất hàng đầu về các sản phẩm âm thanh như loa, boombox và hệ thống stereo. Sau giai đoạn trì trệ vào nửa cuối thập niên 1990, Aiwa được sáp nhập vào Sony năm 2002 và sau đó được tái ra mắt như một thương hiệu giá rẻ, nhưng thất bại và bị ngừng hẳn vào năm 2008. Năm 2017, Aiwa được hồi sinh thành một công ty độc lập tại Nhật Bản bởi Towada, hai năm sau khi một công ty Mỹ khởi xướng việc tái sinh thương hiệu này.

## Tên gọi và lịch sử logo
Trong tiếng Nhật, tên Aiwa là sự kết hợp của 愛 (ai, "ái") và 環 (wa, "hoàn"), mang nghĩa gần đúng là "vòng tròn của tình yêu".

Logo AIWA (1959–2001)
Logo Aiwa cuối cùng của công ty nguyên bản (2001–2003)
Logo Aiwa dưới thời Sony (2003–2010)
Logo (giống 2001) đang được dùng cho tất cả sản phẩm Aiwa trên toàn cầu (2015–nay)

## Công ty Aiwa nguyên bản (1951–2002)
Công ty được thành lập ngày 20 tháng 6 năm 1951 với tên gọi AIKO Denki Sangyo Co., Ltd. để sản xuất microphone, và đổi tên thành Aiwa Co., Ltd. (アイワ株式会社) vào ngày 10 tháng 3 năm 1959. Người sáng lập Mitsuo Ikejiri giữ chức chủ tịch cho đến năm 1969 khi Sony mua cổ phần chi phối. Đến năm 1982, Sony sở hữu 54,6% cổ phần, kiểm soát hiệu quả công ty. Aiwa được niêm yết trên Sở giao dịch chứng khoán Tokyo từ tháng 10 năm 1961 đến tháng 9 năm 2002.
Trong suốt thập niên 1970, 1980 và 1990, Aiwa là nhà sản xuất hàng đầu về các thiết bị âm thanh như máy nghe nhạc bỏ túi, hệ thống stereo mini, máy cassette di động, máy nghe CD, đầu minidisc và âm thanh ô tô. Dù không có độ nhận diện cao như Sony, sản phẩm Aiwa vẫn phổ biến nhờ giá thành hợp lý nhưng chất lượng tốt.
Aiwa đã tạo ra máy ghi âm cassette đầu tiên của Nhật Bản vào năm 1964, tung ra boombox đầu tiên (TPR-101) vào năm 1968 và đầu cassette deck TP-1009. Năm 1980, hãng cho ra đời máy ghi âm stereo cá nhân TP-S30 (CassetteBoy). Aiwa cũng là hãng đầu tiên tại Nhật đưa Dolby C vào cassette deck.

### Sản phẩm khác
Ngoài các sản phẩm âm thanh, Aiwa còn tham gia nhiều lĩnh vực khác. Công ty từng sản xuất và kinh doanh các sản phẩm video như đầu VCR, tivi màu, đầu DVD và bộ thu truyền hình vệ tinh kỹ thuật số. Aiwa cũng tham gia sản xuất thiết bị ngoại vi máy tính như modem, bộ chuyển mạch, loa, và các sản phẩm "hỗ trợ đời sống" như máy lọc không khí, máy tạo ẩm. Năm 1995, công ty ra mắt một mẫu điện thoại di động PHS mang tên PT-H50 dành cho mạng DDI Pocket tại Nhật Bản. Cùng năm đó, Aiwa cũng tung ra bàn chải đánh răng điện HA-C10.

### Doanh thu và sản xuất

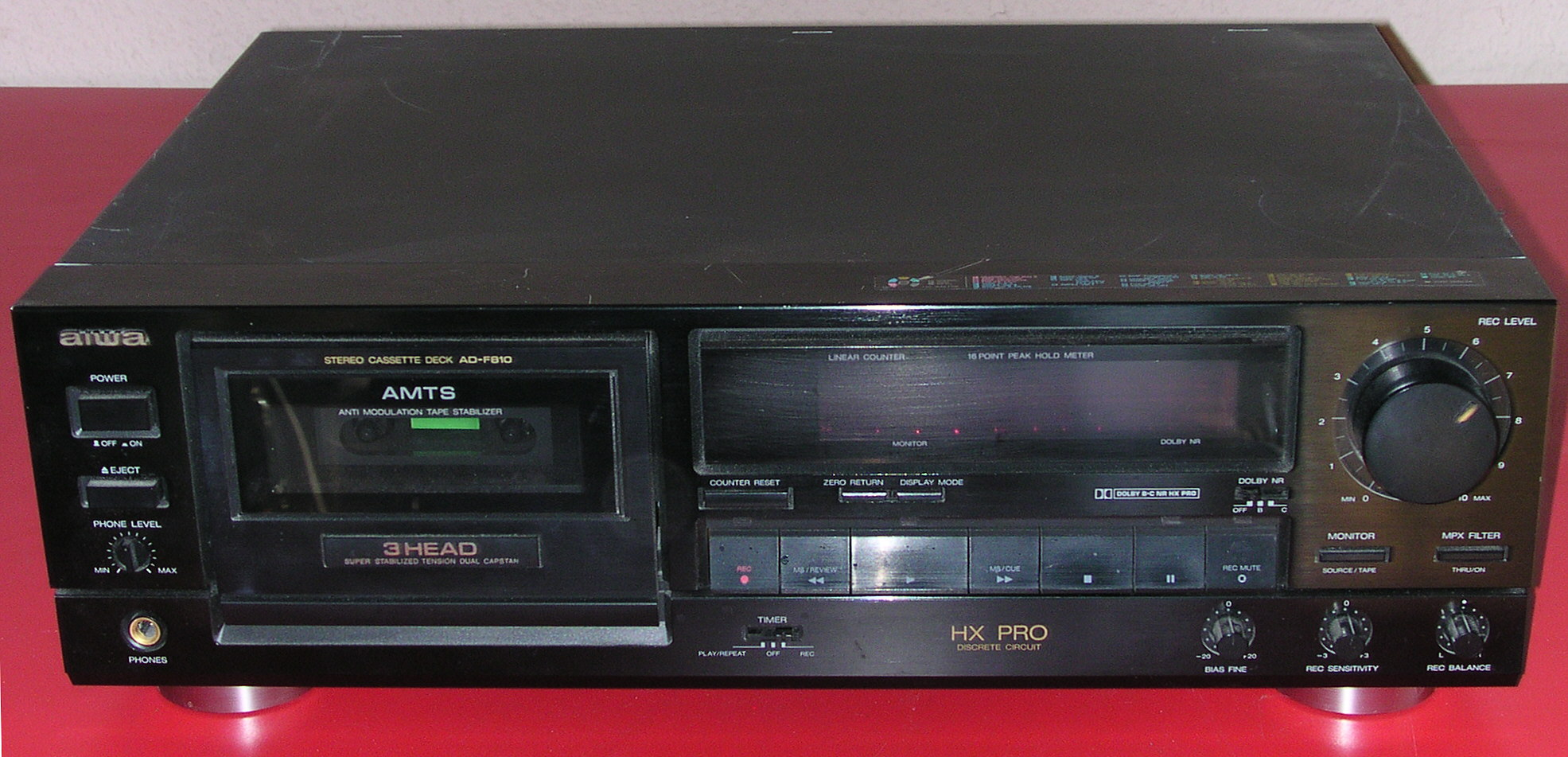
Đầu cassette Aiwa F810, khoảng năm 1991/92

Khoảng 86% doanh thu công ty đến từ các sản phẩm âm thanh; 12% từ tivi, VCR, và 2% còn lại từ thiết bị ngoại vi và sản phẩm hỗ trợ đời sống.
Aiwa sản xuất hơn 89% sản phẩm bên ngoài Nhật Bản, chủ yếu tại các nước Đông Nam Á có chi phí thấp như Singapore, Malaysia và Indonesia. Hơn 80% doanh thu đến từ thị trường quốc tế: 43% tại châu Mỹ, 25% tại châu Âu, 13% tại châu Á (ngoài Nhật Bản) và các khu vực khác.

### Sáp nhập bởi Sony
Aiwa gặp khó khăn tài chính và được Sony Corporation mua lại hoàn toàn, trở thành công ty con 100% từ ngày 1 tháng 12 năm 2002. Ngày 8 tháng 1 năm 2003, Sony công bố tái định vị thương hiệu Aiwa thành nhãn hiệu "hướng tới giới trẻ, tập trung vào PC". Logo mới được ra mắt cùng tuyên bố đầu tư để hồi sinh Aiwa.  
Aiwa giới thiệu các mẫu máy nghe nhạc kỹ thuật số tại CES 2004, gồm cả máy nghe flash và ổ cứng 2 GB, hỗ trợ MP3 trong khi các máy của Sony chỉ phát ATRAC. Một số mẫu máy CD còn có tính năng E.A.S.S. G.P. giúp phát CD chống rung và đĩa trầy xước.
Tuy nhiên, hướng đi mới này không đạt kỳ vọng. Ngày 21 tháng 1 năm 2005, việc phát triển sản phẩm mới chấm dứt, và đến năm 2007, sản phẩm Aiwa ngừng kinh doanh. Ngày 14 tháng 5 năm 2008, Sony tuyên bố chấm dứt thương hiệu hoàn toàn.

## Tái sinh thương hiệu Aiwa
Aiwa trở lại vào năm 2015 và kể từ đó được nhiều công ty sử dụng trên toàn cầu. Kể từ năm 2017, thương hiệu chủ yếu thuộc sở hữu của Towada Audio.

### Aiwa Corp (Chicago) và Sakar International
Một công ty Mỹ có tên Hale Devices, Inc. được Sony cấp quyền sử dụng thương hiệu tại thị trường Mỹ và quốc tế. Công ty sau đó đổi tên thành Aiwa Corporation và ra mắt sản phẩm đầu tiên là loa Exos-9 năm 2015.
Năm 2020, Aiwa Corp và Aiwa Co., Ltd. (Nhật Bản) thông báo hợp nhất hoạt động nhằm tái xây dựng thương hiệu toàn cầu. Tuy nhiên, đến tháng 8 năm 2021, Aiwa Corporation nộp đơn phá sản Chapter 11 tại Mỹ.
Tài sản được bán lại cho Aiwa Acquisitions LLC (liên kết với Sakar International) vào tháng 11 năm 2021. Từ đó, Aiwa trở thành thương hiệu "chị em" với Altec Lansing tại Bắc Mỹ.

### Aiwa Co., Ltd. (2017–nay)
Ngày 11 tháng 4 năm 2017, Towada Audio mua lại quyền thương hiệu Aiwa từ Sony (toàn cầu, trừ châu Mỹ). Công ty con mới mang tên Aiwa Co., Ltd. ra đời, do Kazuomi Nakamura – cựu nhân viên Aiwa từ năm 1989 – điều hành.
Các sản phẩm đầu tiên ra mắt cuối năm 2017 gồm radio cassette, tivi LCD, máy hát đĩa than.
Aiwa Vietnam được thành lập năm 2020, ra mắt dòng smart TV tại Việt Nam.
Năm 2021, Aiwa hợp tác với 5.000 nhà bán lẻ tại Ấn Độ và tái tung thương hiệu tại đây.

### Các công ty Aiwa khác
Mỹ Latinh
Tại Mexico và nhiều nước khác ở Mỹ Latinh, quyền thương hiệu Aiwa thuộc về Audio Mobile Americas S.A. (trụ sở Panama) từ năm 2017.
Brazil
Thương hiệu Aiwa tái ra mắt tại Brazil năm 2022 nhờ thỏa thuận nhượng quyền với MK Group (chủ sở hữu Mondial), sản xuất tivi tại nhà máy cũ của Sony ở Manaus.
Aiwa Digital
Tháng 6 năm 2022, Aiwa Co., Ltd. cấp quyền sử dụng nhãn hiệu trong mảng kỹ thuật số cho công ty JENESIS (Nhật Bản). Họ tung ra smartphone, tablet và smartwatch dưới thương hiệu aiwa digital.
Aiwa Home
Từ năm 2023, công ty Xtreme Connected Home (New Jersey, Mỹ) thuộc JEM Accessories được cấp phép thương hiệu Aiwa tại Bắc Mỹ để sản xuất đồ gia dụng.

## Thư viện ảnh

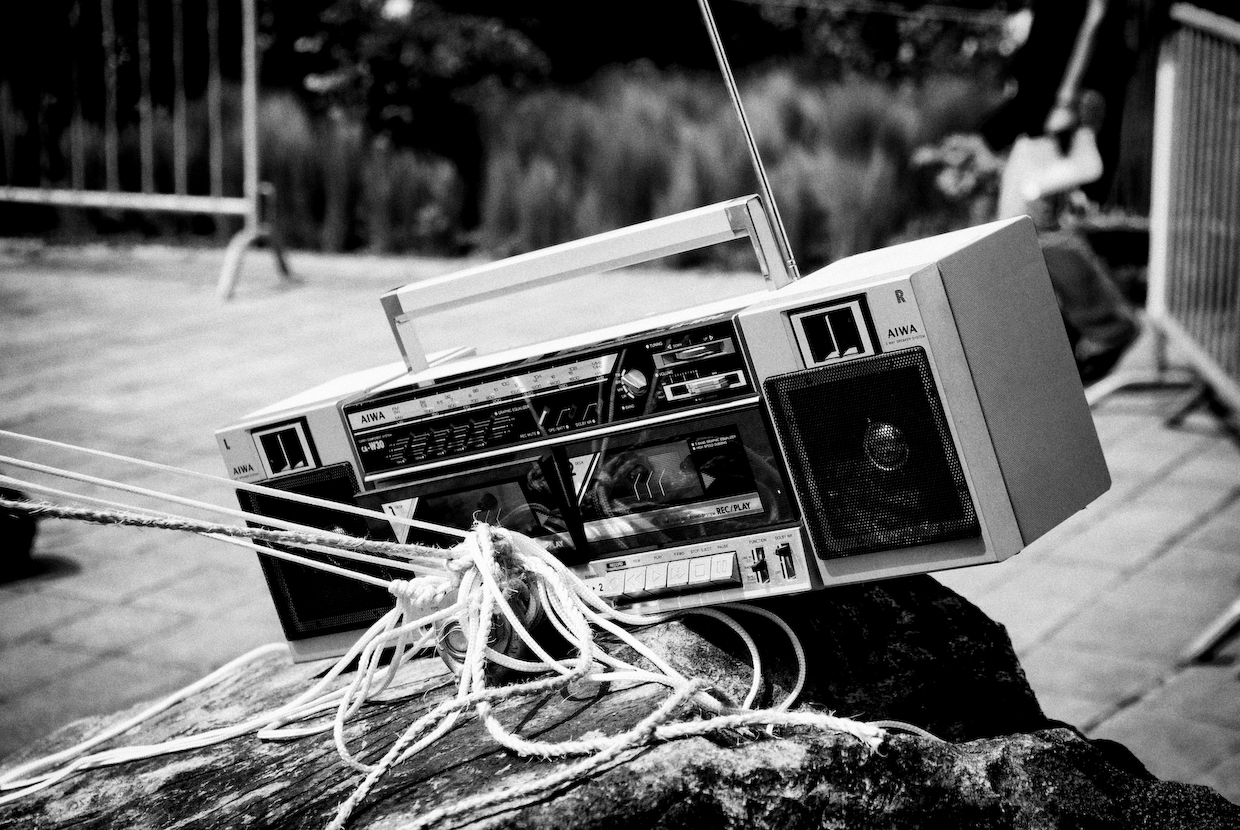
Boombox AIWA CA-W30
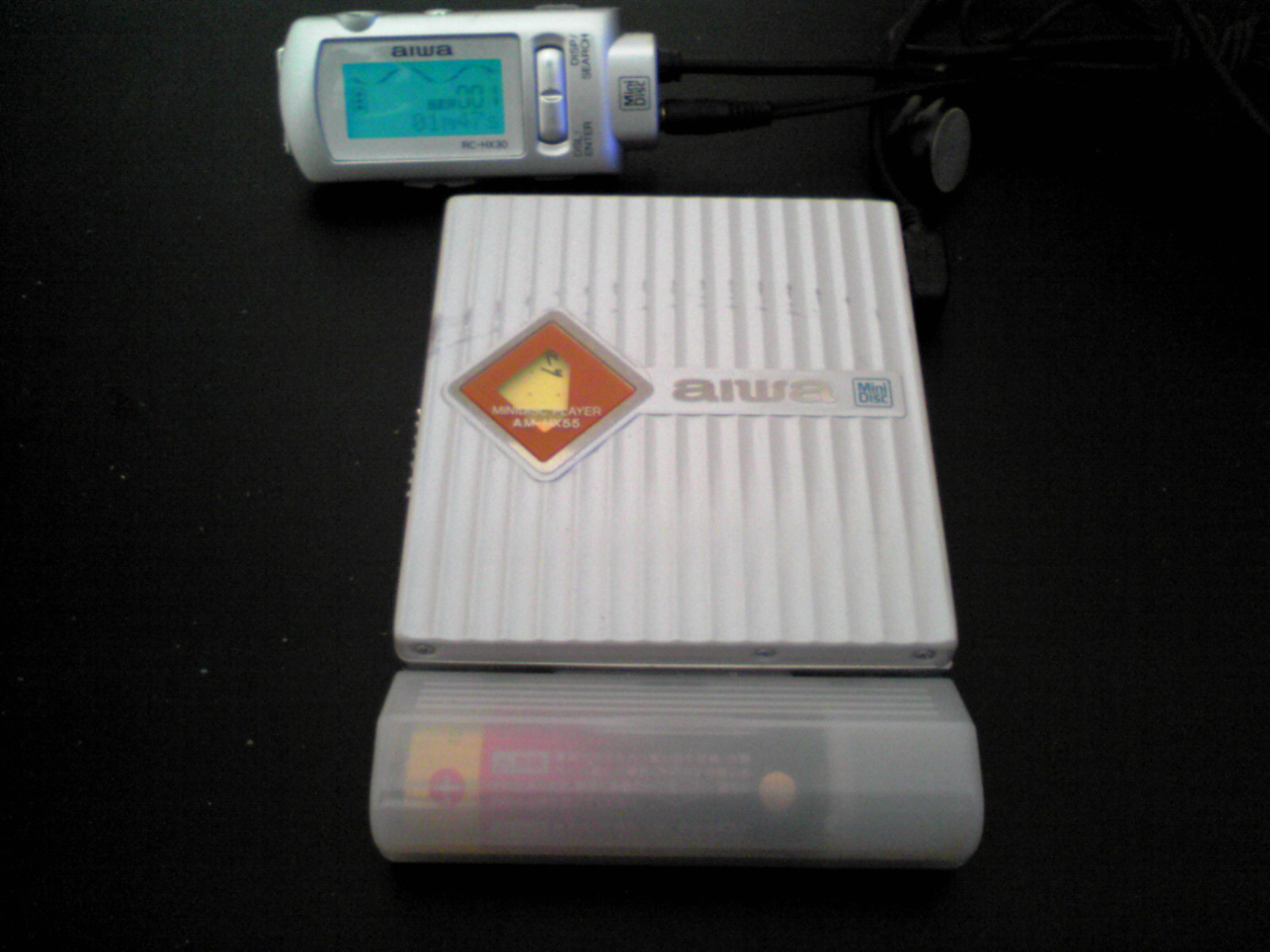
Máy nghe MiniDisc Aiwa AM-XH55
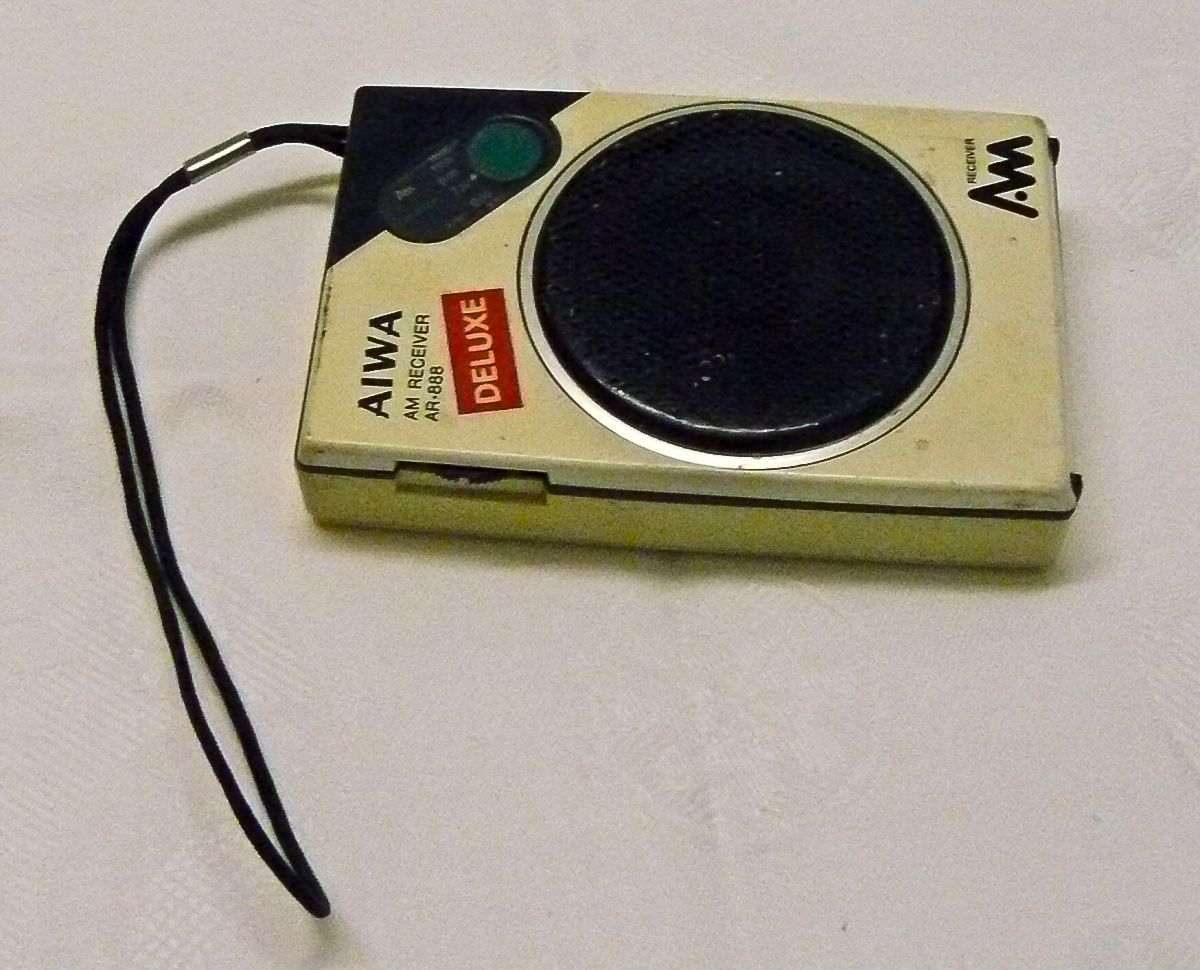
Máy thu AM AIWA AR-888
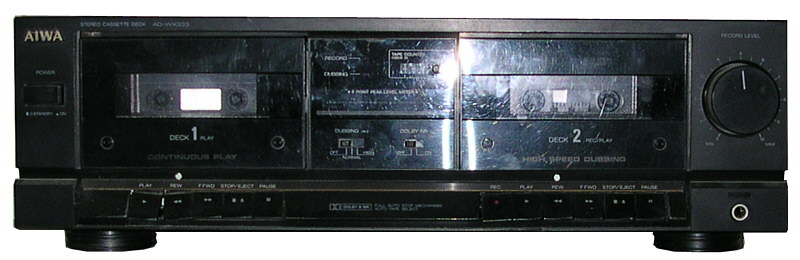
Deck cassette AIWA AD WX 333
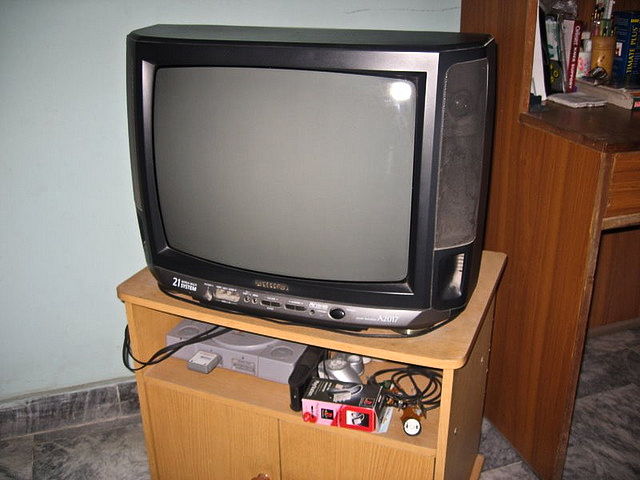
Tivi 21" Aiwa TV-A2017S
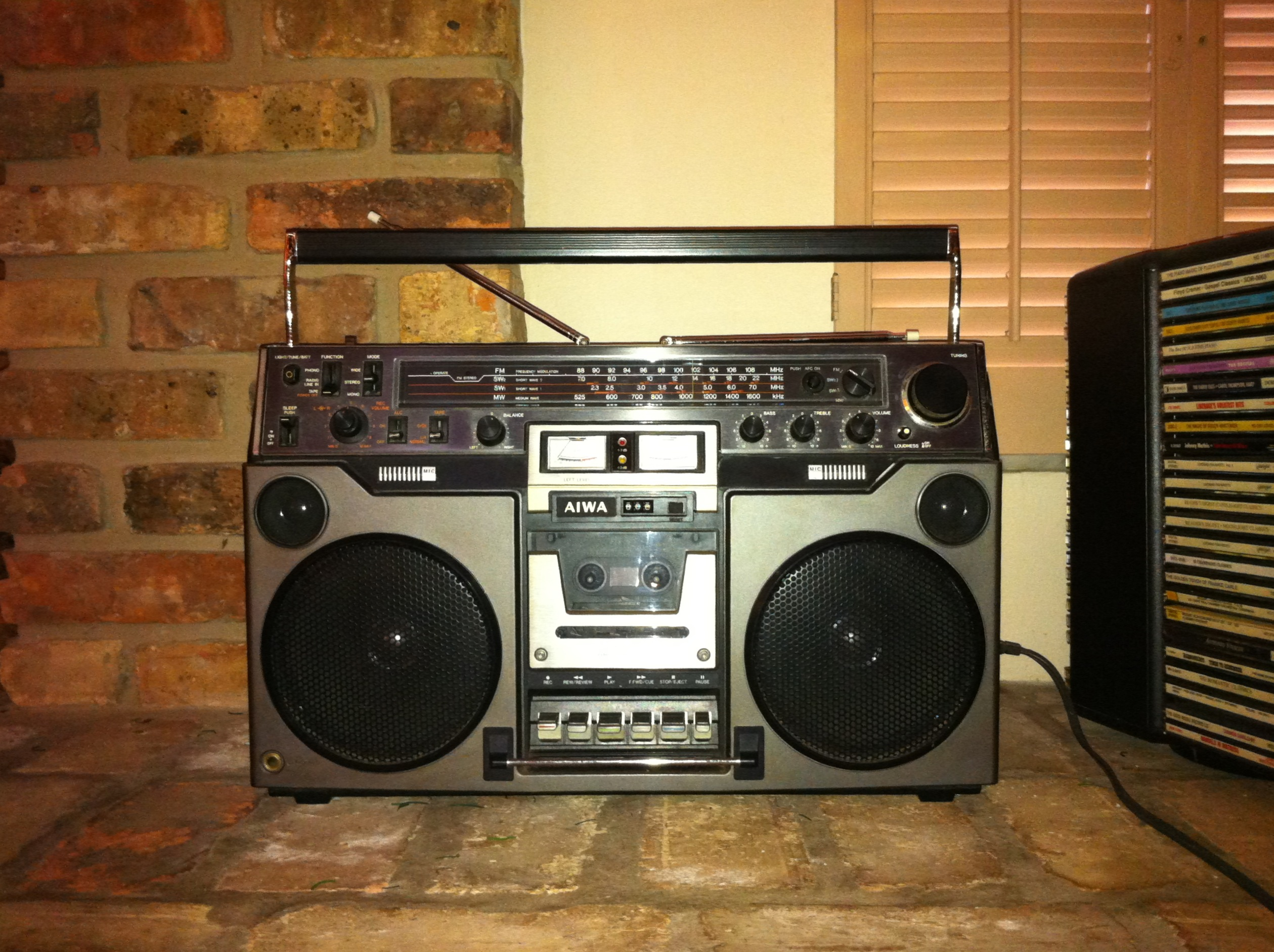
Boombox AIWA TPR-950
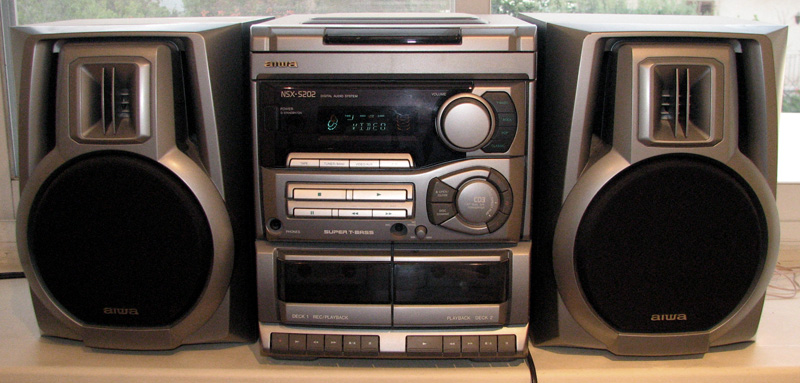
Hệ thống stereo Aiwa NSX-S202
- Máy ghi âm cassette mini Aiwa (video)